# Royal Brunei Airlines
Royal Brunei Airlines (code AITA : BI ; code OACI : RBA) est la compagnie aérienne nationale et publique du sultanat de Brunei.

## Histoire
Elle a été fondée le 18 novembre 1974 et appartient totalement au gouvernement du sultanat.

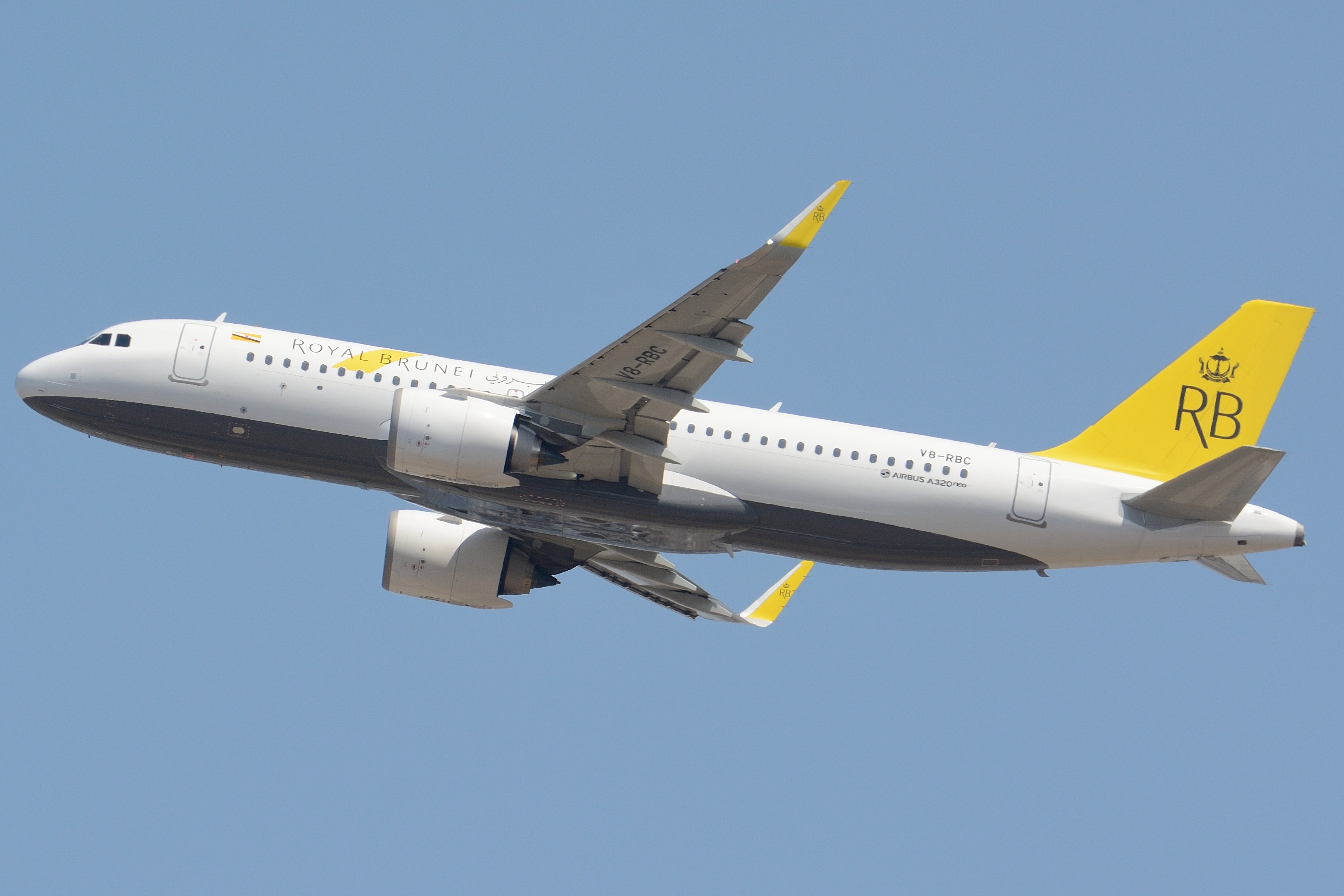
Un Airbus A320neo aux couleurs de la compagnie

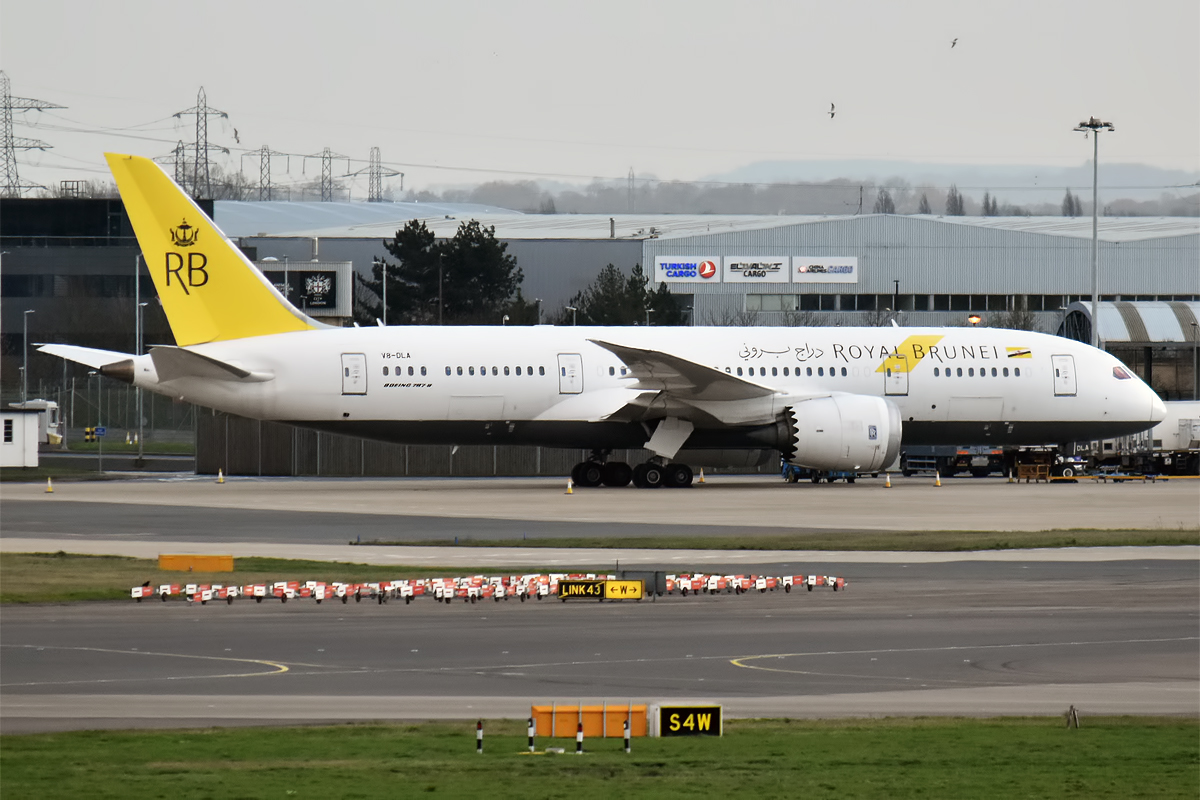
Boeing 787-8 Dreamliner

## Flotte
|  |

### Flotte actuelle
En janvier 2023, la flotte de la compagnie se répartit de la manière suivante,:
- 2 Airbus A320-200 (12/138)
- 7 Airbus A320neo (12/138)
- 5 Boeing 787-8 (18/236)

### Ancienne flotte
- Airbus A319-100
- ATR 72
- Boeing 737-200
- Boeing 757-200
- Boeing 767-200
- Boeing 767-300
- Boeing 777-200
- Fokker F100
- Fokker F50

## Filiales
- Royal Brunei Catering, opérateur également pour Singapore Airlines.
- Royal Brunei Trading, gestionnaire des Duty Free Shop à l'aéroport International de Brunei Darussalam
- Mulaut Abattoir Sdn. Bhd., propose des produits Halal pour les compagnies aériennes et le public.
- Abacus Distribution Systems (B) Sdn. Bhd., Opérateur Touristique sur la zone Asie et l'Océanie, avec 30 agences.
- RBA Golf Club Sdn. Bhd. Gestionnaire du club de Golf près du complexe sportif Royal Brunei Sports, proche de l'aéroport.
- Brunei International Air Cargo Centre (BIACC).